# بلاغ (مرزیفون)
بلاغ (به ترکی استانبولی: Bulak) یک منطقهٔ مسکونی در ترکیه است که در مرزیفون واقع شده‌است.